# Порасйоки
Порасйоки — река в России, протекает по Республике Карелия. Устье реки находится в 138 км по левому берегу реки Кума (Ковда). Длина реки составляет 10 км.
Система водного объекта: Ковда → Белое море.

## Данные водного реестра
По данным государственного водного реестра России относится к Баренцево-Беломорскому бассейновому округу, водохозяйственный участок реки — Ковда от Кумского гидроузла до Иовского гидроузла. Речной бассейн реки — бассейны рек Кольского полуострова и Карелии, впадает в Белое море.
Код объекта в государственном водном реестре — 02020000512102000000733.